# Sežana

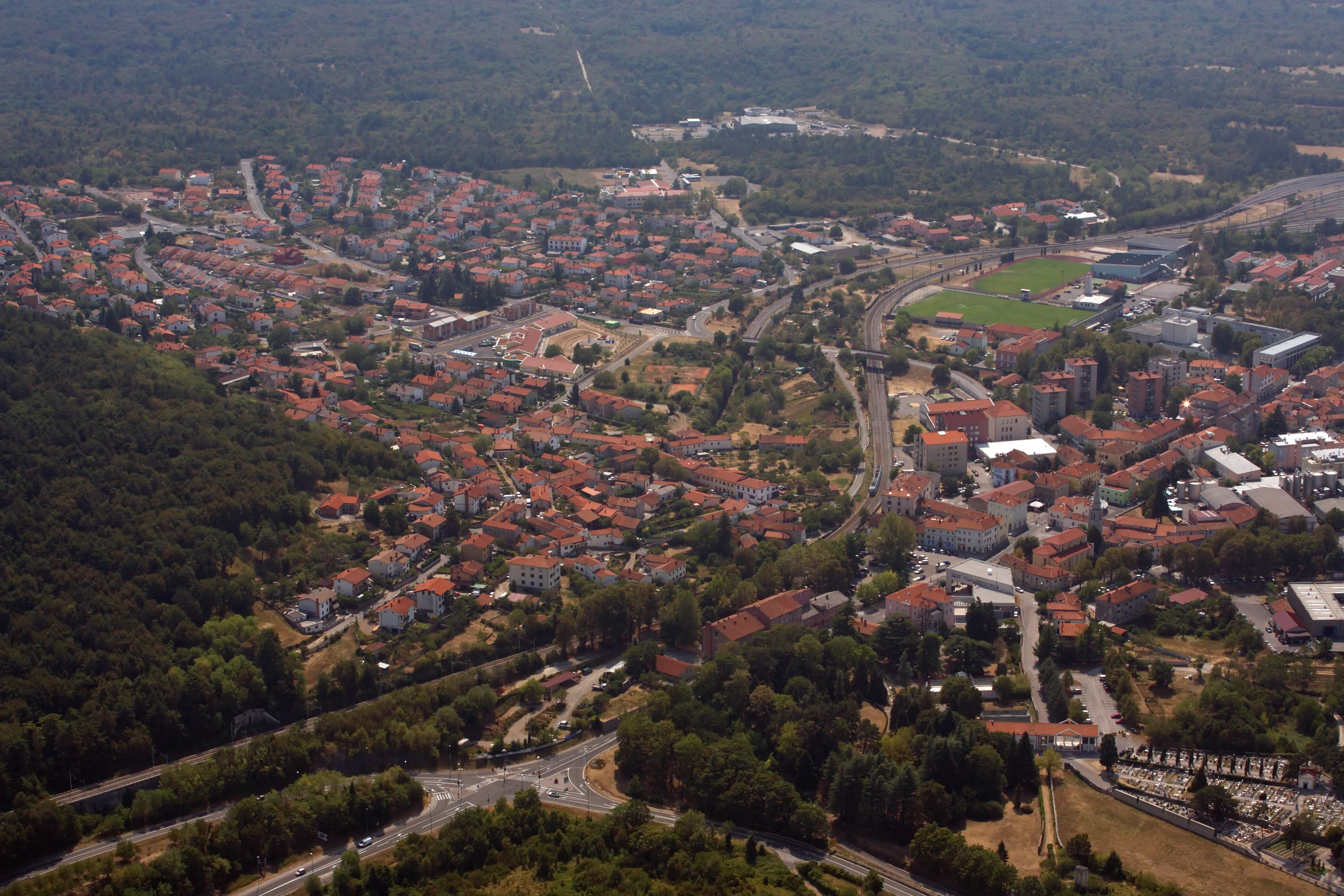
Stadt Sežana

Die Stadt Sežana (italienisch Sesana, deutsch Zizan) ist eine slowenische Kleinstadt nahe der italienischen Grenze bei Triest (Historische Landschaft Primorska, Region Obalno-kraška). Sie ist Hauptort und Verwaltungszentrum der Gemeinde Sežana, welche durch das Gestüt Lipica bekannt ist.

## Lage
Die Stadt liegt zwischen Hügeln der Karstregion oberhalb von Triest an der Bahnstrecke Spielfeld-Straß–Triest. Am nördlichen Stadtrand erhebt sich der Berg Tabor mit 484 Metern. Nach ihr ist der nahegelegene Grenzübergang Fernetti–Sežana benannt. Nur wenige Kilometer westlich, jedoch schon auf italienischem Territorium, befindet sich die Stadt Opicina.

## Personen
- Danilo Dolci (1924–1997), Architekt, Sozialreformer, Pazifist und Mafiagegner in Sizilien